# Lars Elstrup
Lars Dahl Elstrup (Råby, 24 de março de 1963) é um ex-futebolista dinamarquês. Foi campeão europeu pela Dinamarca em 1992.

## Carreira
Por clubes, Elstrup jogou a maior parte de sua carreira, iniciada em 1980, no futebol de seu país, com destaque para o Odense, onde foi campeão nacional em 1988-89. Defendeu ainda o Randers e o Brøndby.
Entre 1986 e 1988, atuou no Feyenoord (65 jogos e 9 gols) e jogou também no inglês Luton Town (60 partidas, 19 gols) entre 1989 e 1991. Voltou ao Ddense neste último ano e encerrou a carreira em 1993.

## Seleção Dinamarquesa
Fez parte do elenco da Seleção Dinamarquesa que venceu a Eurocopa de 1992. 4 anos antes, tinha feito sua estreia internacional, contra a Suécia. Até 1993, o atacante jogou 34 vezes pela Seleção Dinamarquesa, marcando 13 gols.

## Vida pessoal
Desde sua aposentadoria, Elstrup envolveu-se em várias polêmicas, chegando a ser detido por urinar em praça pública, agredido um estudante e fazer strip-tease na rua, além de tentar o suicídio algumas vezes.
No jogo entre Silkeborg e Randers, pela Primeira Divisão nacional, o ex-jogador voltou a ser destaque ao invadir o gramado completamente nu. Ele viria a ser retirado por seguranças logo em seguida.

## Títulos
Odense
- Campeonato Dinamarquês: 1989

Dinamarca
- Eurocopa: 1992